# Тарако
Тарако (яп. 鳕子) — різновид солоної ікри в японській кухні, зазвичай виготовляється з минтаю, хоча «тара» (яп. 鳕) японською мовою фактично означає «тріска».
Вживається:

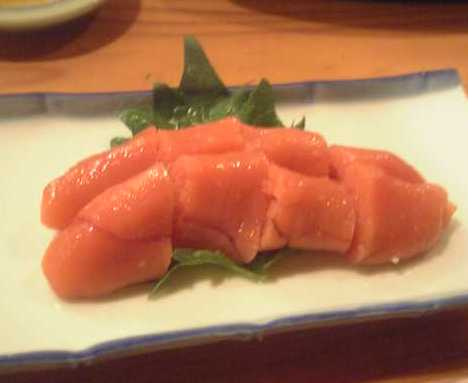
Тарако

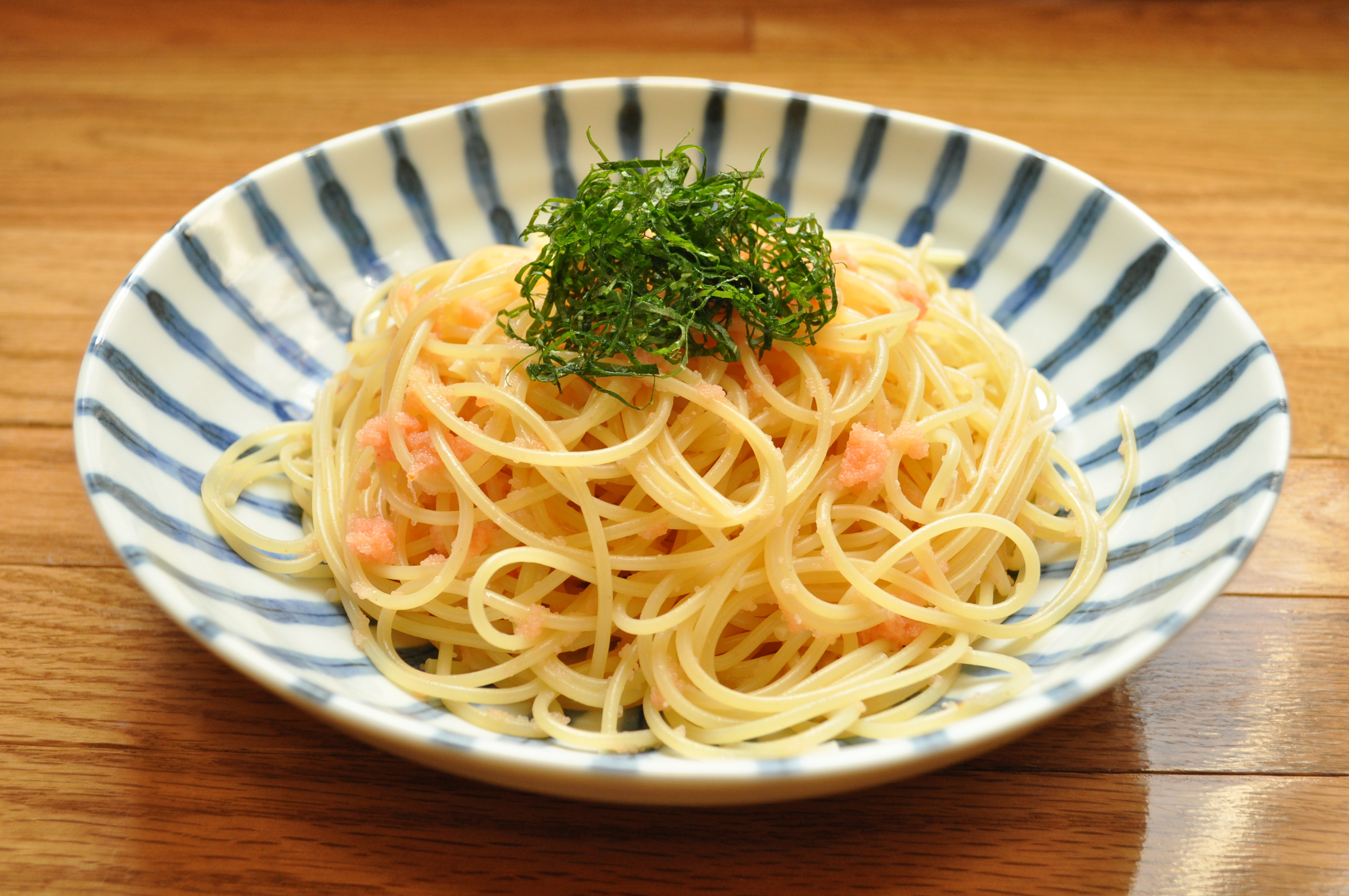
Тарако спагеті

- Сама по собі (на сніданок або як частина японської новорічної трапези);[2]
- Як начинка для оніґірі;
- Як приправа для макаронів (зазвичай разом із норі).

Традиційно Тарако забарвлювалося в яскраво-червоний колір, але ця практика пішла на спад у зв'язку з занепокоєнням про небезпеку харчових барвників. На Кюсю Тарако зазвичай подається з пластівцями з червоного перцю чилі — можливо, через історичні зв'язки із корейською культурою.